# Amathusia patalena
Amathusia patalena är en fjärilsart som beskrevs av John Obadiah Westwood 1848. Amathusia patalena ingår i släktet Amathusia och familjen praktfjärilar. Inga underarter finns listade i Catalogue of Life.